# William W. Tunnicliffe
William W. Tunnicliffe (* 22. April 1922 in Washington, D.C.; † 12. September 1996 in Winchester, Massachusetts) war ein US-amerikanischer Informatiker und Unternehmer.
William W. Tunnicliffe studierte bis 1943 am Worcester Polytechnic Institute und erwarb 1951 an der Harvard University einen Abschluss in Ingenieurwissenschaften und Angewandter Physik. Er war der Erste, der die Idee einer Auszeichnungssprache auf einer Konferenz 1967 äußerte. Seine Idee war, Formatdefinitionen und Inhalt in elektronischen Dokumenten zu trennen, von ihm als „generische Codierung“ bezeichnet.